# Tarista internalis
Tarista internalis är en fjärilsart som beskrevs av Achille Guenée 1854. Tarista internalis ingår i släktet Tarista och familjen nattflyn. Inga underarter finns listade i Catalogue of Life.